# 松商学園対四日市工延長16回
松商学園対四日市工業延長16回（まつしょうがくえんたいよっかいちこうぎょうえんちょう16かい）とは、1991年8月18日に甲子園球場で行われた第73回全国高等学校野球選手権大会3回戦、長野県代表・松商学園対三重県代表・四日市工の試合である。試合時間は3時間46分。

## 試合経過
まず四日市工が5回表2死3塁から、2点ホームランと井手元のタイムリーで3点を挙げる。その後7回ウラには、松商学園が連続四球で無死満塁のチャンスに3点を挙げる。試合は9回で決着着かずに、そのまま同点で延長戦に突入して、大会屈指の好投手上田佳範と井手元健一朗の投げ合いとなった。
その後両チームともにチャンスは掴むものの、あと1本が出ずにゼロ行進が続いた。しかし延長16回ウラ松商学園の攻撃で、1死満塁から上田への初球（井手元の238球目）が、上田の利き腕となる右肩に当たって死球となり、押し出しのサヨナラ勝ちで松商学園が勝利を収めた。その瞬間、井手元はマウンドに両手両膝をついてガックリとうなだれ、上田はバッターボックスに倒れ込んだが左手を上げて喜んだ。
|          | 1 | 2 | 3 | 4 | 5 | 6 | 7 | 8 | 9 | 10 | 11 | 12 | 13 | 14 | 15 | 16 | R |
| -------- | - | - | - | - | - | - | - | - | - | -- | -- | -- | -- | -- | -- | -- | - |
| 四日市工 | 0 | 0 | 0 | 0 | 3 | 0 | 0 | 0 | 0 | 0  | 0  | 0  | 0  | 0  | 0  | 0  | 3 |
| 松商学園 | 0 | 0 | 0 | 0 | 0 | 0 | 3 | 0 | 0 | 0  | 0  | 0  | 0  | 0  | 0  | 1x | 4 |

1. [審判]（球）山名（塁）相沢・生越・三宅

## 出場選手
| 四日市工 | 四日市工 | 四日市工            |
| 打順     | 守備     | 選手                |
| -------- | -------- | ------------------- |
| 1        | [遊]     | 河本成司（3年）     |
| 2        | [捕]     | 中村寛（3年）       |
| 3        | [投]     | 井手元健一朗（3年） |
| 4        | [一]     | 湯田隆行（3年）     |
| 5        | [左]     | 西山貴志（3年）     |
| 6        | [中]     | 斎藤貴志（3年）     |
| 7        | [右]     | 武藤篤（3年）       |
| 8        | [三]     | 龍勝昭（3年）       |
| 9        | [二]     | 梶哲也（3年）       |

| 松商学園 | 松商学園 | 松商学園        |
| 打順     | 守備     | 選手            |
| -------- | -------- | --------------- |
| 1        | [二]     | 二村武（3年）   |
| 2        | [中]     | 清沢悦郎（3年） |
|          | 打中右   | 中島尚彦（3年） |
| 3        | [捕]     | 辻利行（3年）   |
| 4        | [投]     | 上田佳範（3年） |
| 5        | [左]     | 花岡忠（3年）   |
| 6        | [右]一   | 岡元直衛（3年） |
| 7        | [一]     | 宮沢太一（2年） |
|          | 打       | 檀原健浩（2年） |
|          | 走一     | 内藤玉樹（3年） |
|          | 打       | 荒井敏幸（3年） |
|          | 中       | 小口康生（3年） |
| 8        | [二]     | 浜栄行（2年）   |
| 9        | [遊]     | 高橋巧（3年）   |

## 試合後
- 上田投手は翌日の準々決勝・星稜（石川県代表）に備えて、死球で痛めた右肩を病院で診察を受けていた。翌朝起床後も、デッドボールを受けた箇所はボールの縫い目がはっきりとわかるくらいに、酷い状態になっていた。それでも上田は中原監督に『投げさせてください』と直訴して登板した。準々決勝の星稜戦は四日市工戦翌日の第2試合（当時は準々決勝を1日4試合行っていたため午前中の試合開始）だったため、上田は24時間の間に328球を投げた。試合は星稜に2-3と、1点差の惜敗で甲子園を去った。然し、上田は試合後のインタビューで「右肩は痛くないと言えばウソになるが、それを負けた理由にはしたくない」と、四日市工戦のことを一切言い訳にはしなかった。だが、当時星稜の2年生で4番打者だった松井秀喜は、「やっぱり上田さんは本調子の投球ではなかった」とも語っている。
- 大会後、軟式の全国大会にも松商学園が出場。準決勝で類似した学校名の四日市（ただしこの学校は三重県代表では無く大分県代表）と対戦したが、またまた延長16回まで試合がもつれ込み、最後押し出しの四球で勝利を収めると言う飛んだ偶然が起こった。

## 参考資料
- 洋泉社MOOK　甲子園 激闘!「最終回」伝説　p24-25（2010年6月28日発行）ISBN 978-4-86248-578-6